# Beattie Feathers
William Beattie Feathers (* 20. August 1908 in Bristol, Virginia; † 11. März 1979 in Winston-Salem, North Carolina) war ein US-amerikanischer American-Football-Spieler in der National Football League (NFL). Feathers war der erste Runningback in der NFL Geschichte, der mehr als 1.000 Yards Raumgewinn in einer Saison erzielen konnte.

## Spielerlaufbahn

### Collegekarriere
Feathers spielte bereits an der High-School-Mannschaft seiner Geburtsstadt American Football. Er führte als Mannschaftskapitän sein Team zur Staatsmeisterschaft. Von 1931 bis 1933 studierte er an der University of Tennessee und spielte dort bei den Tennessee Volunteers College Football als Halfback. Insgesamt konnte er in Tennessee 33 Touchdowns erzielen. Sein erzielter Raumgewinn von 1,888 Yards war 37 Jahre lang der Schulrekord. 1931 konnte er mit seiner Mannschaft in das New York Charity Game einziehen und das Spiel mit 13:0 gegen die New York University gewinnen. Beattie wurde 1933 zum All American gewählt. Aufgrund seiner sportlichen Leistungen wurde er von seinem College mehrfach ausgezeichnet.

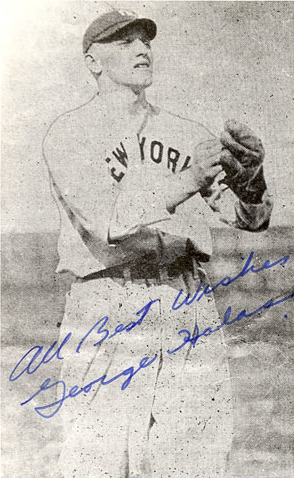
George Halas

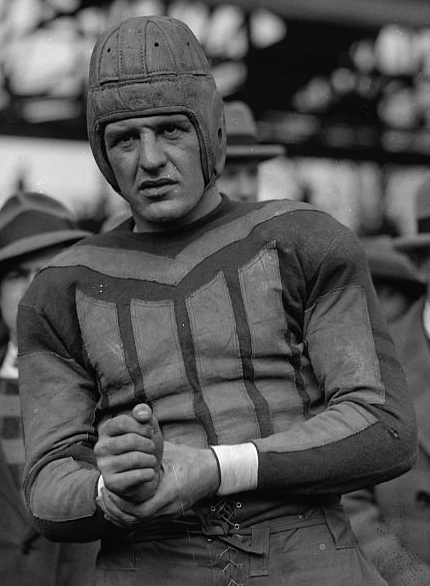
Red Grange

### Profispieler
1934 schloss sich Feathers den von George Halas trainierten Chicago Bears an. Er wurde Mitspieler von den späteren Mitgliedern in der Pro Football Hall of Fame Bronko Nagurski und Red Grange. Im gleichen Jahr zogen die Bears in das NFL Championship Game ein, mussten sich aber dort den New York Giants mit 13:30 geschlagen geben. Feathers hatte ein sehr gutes Rookiejahr. Er erzielte acht Touchdowns und 1004 Yards Raumgewinn, was jeweils Saisonbestleistung war. Der in diesem Jahr erzielte Durchschnitt von 8,44 Yards pro Lauf war bis 2006 NFL-Rekord und wurde erst von Michael Vick übertroffen, der allerdings Quarterback spielte. Feathers war damit zudem der erste Runningback der NFL Geschichte, der mehr als 1000 Yards Raumgewinn in einer Saison erzielen konnte.
1938 wechselte Feathers zu den Brooklyn Dodgers, 1940 spielte er für ein Jahr bei den von Curly Lambeau betreuten Green Bay Packers und beendete danach seine Laufbahn.

## Trainerlaufbahn
In den Jahren 1941 und 1942 war Feathers Head Coach der Appalachian State University. Ab 1946 trainierte er acht Jahre lang als Football- und Baseballtrainer die Mannschaften der North Carolina State University. Von 1954 bis 1960 war Feathers als Baseballtrainer der Texas Tech University tätig. Ein Amt, welches er von 1972 bis 1976 auch an der Wake Forest University innehatte, wo er auch als Assistenztrainer der Footballmannschaft beschäftigt war. Beattie Feathers fand auf dem Forsyth Memorial Park in Winston-Salem seine letzte Ruhestätte.

## Ehrungen
Feathers wurde zweimal zum All-Pro gewählt. Er ist Mitglied im NFL 1930s All-Decade Team, in der Tennessee Sports Hall of Fame, in der Virginia Sports Hall of Fame und seit 1955 in der  College Football Hall of Fame.